# 中国共产党溆浦县委员会
中国共产党溆浦县委员会（简称中共溆浦县委）是中国共产党在湖南省怀化市溆浦县的领导机关。

## 沿革

### 反腐败工作
2015年5月22日，李自成因涉嫌严重违纪，接受湖南省纪委调查，12月3日，李自成遭到开除党籍、开除公职（双开）处分。2016年3月8日，李自成受贿罪一案由益阳市人民检察院向益阳市中级人民法院提起公诉，12月8日，李自成犯受贿罪，判处有期徒刑10年，并且处没收个人财产人民币100万元。
2024年4月14日，谢商成涉嫌严重违纪违法，接受湖南省纪委监委纪律审查和监察调查，9月14日遭到开除党籍开除公职（双开）处分，10月遭到逮捕，12月其受贿案由益阳市人民检察院依法向益阳市中级人民法院提起公诉。2025年1月21日，益阳市中级人民法院一审公开开庭审理谢商成受贿、行贿、滥用职权一案，谢商成受贿共计1593万余元。

## 职责
根据《中国共产党地方委员会工作条例》，中国共产党地方委员会主要实行政治、思想和组织领导，承担下列职能：
1. 对本地区重大问题作出决策。
2. 通过法定程序使党组织的主张成为地方性法规、地方政府规章或者其他政令。
3. 加强对本地区宣传思想文化工作的领导，牢牢掌握意识形态工作领导权、话语权。
4. 按照干部管理权限任免和管理干部，向地方国家机关、政协组织、人民团体、国有企事业单位等推荐重要干部。
5. 支持和保证人大、政府、政协、法院、检察院、人民团体等依法依章程独立负责、协调一致地开展工作，发挥这些组织中党组的领导核心作用。
6. 加强对本地区群团工作和统一战线工作的领导。
7. 动员、组织所属党组织和广大党员，团结带领群众实现党的目标任务。

## 历任书记
| 姓名   | 就任日期  | 卸任日期   | 备注     |
| ------ | --------- | ---------- | -------- |
| 汤自飞 |           |            |          |
| 陈志强 | 1992年8月 | 1995年7月  | [ 7 ]    |
| 王新华 |           |            |          |
| 周辉   | 2006年6月 | 2008年4月  | [ 8 ]    |
| 宋智富 | 2008年4月 | 2008年11月 |          |
| 李自成 | 2009年7月 | 2013年3月  | [ 9 ]    |
| 蒙汉   | 2013年3月 | 2020年7月  | 任上去世 |
| 谢商成 | 2020年8月 | 2021年4月  | [ 11 ]   |
| 郑湘   | 2021年5月 |            | [ 12 ]   |